# توضيح
التوضيح هو عند النحاة رفع الاحتمال الحاصل في المعرفة، نحو زيد التاجر أو الرجل التاجر، فإنه كان يحتمل التاجر وغيره، فلما وصفته به رفعت احتمال غيره.

## التوضيح وعطف البيان
إن قيل تعريفهم لِعطف البيان أنه تابع غير صفة يوضح متبوعه غير مطرد إذ لا يلزم تعريف المتبوع في عطف البيان، يكون الجواب بأن الإيضاح أعم من التوضيح لأنه رفع الاحتمال سواء كان في المعرفة أو النكرة، فلا يلزم كون المتبوع معرفة. وسواء كان الاحتمال محققا أو مقدرا، إذ قد يكون متبوع عطف البيان مما لا إبهام فيه أصلا. وإنما يؤتى بعطف البيان لتقدير الاحتمال بتقدير الاشتراك أو اتفاق الإطلاق على غيره مجازا. ولذا جعل قوم هود في قوله تعالى ﴿ألا بعدا لعاد قوم هود﴾ عطف بيان لعاد مع كون عاد علما مختصا بهم لا إبهام له.